# Ventas de Alcolea
Ventas de Alcolea o Alcolea es una pedanía del municipio de Villarrobledo, situada al noroeste de la provincia de Albacete (España), a 14,5 km de su Ayuntamiento.
Depende administrativamente de Villarrobledo y la provincia de Albacete; si bien, su término y caserío está a caballo entre este municipio y el de Casas de los Pinos en la provincia de Cuenca, separando las casas de la pedanía un camino (antiquísima vereda ganadera) que sirve de límite entre ambas provincias. Aunque su censo de población oficial es muy exiguo, existe en ella abundante población flotante con respecto a su ayuntamiento (Villarrobledo).

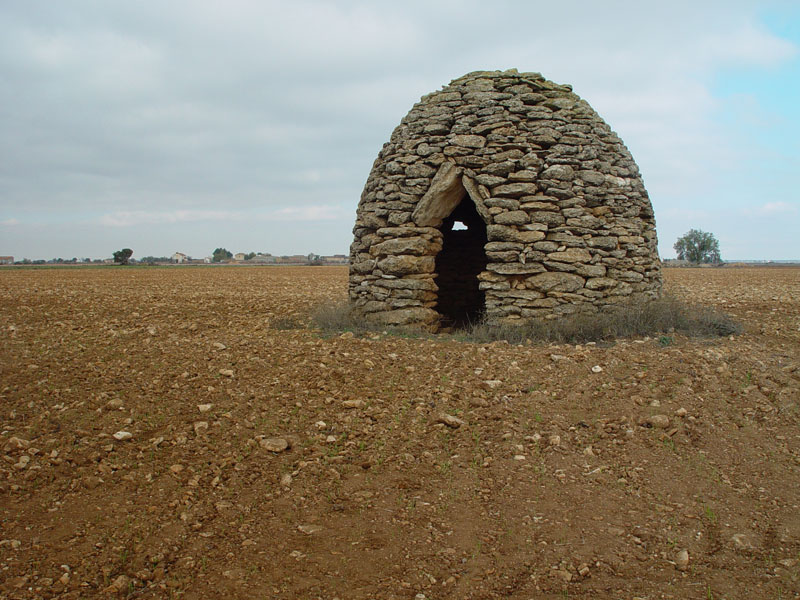
Arquitectura de Piedra Seca de Alcolea

Conocido anteriormente como Alcolea, topónimo que procede del árabe Al-quläy`a con el significado de El Castillejo, no se han encontrado restos de una fortificación o poblado fortificado en las cercanías, aunque su condición netamente transfronteriza, entre los señoríos medievales de Alarcón y Alcaraz, justificaría plenamente su existencia. Sorprende que por su ubicación geográfica nunca haya sido objeto de disputa y haya sobrevivido hasta hoy.
En contra de esa afirmación, se ha planteado en recientes estudios que este núcleo puede corresponder con el llamado Las Fuessas, junto al Monte Orenes (también Monte Moreno o Montorenes) tomado como referencia en 1318 con motivo del amojonamiento y partición de términos entre el Alfoz de Alcaraz y el Señorío de Alarcón, y obedecer la actual denominación de Alcolea al apellido de algún habitante, más o menos conocido, posterior a esa fecha. El término Fuessa (del lat. fossa) es medieval y alude, sin duda, a su condición fronteriza. 
La alusión moderna a las Ventas proviene de la existencia en él de ciertos establecimientos de restauración y alojamiento de viajeros en tránsito muy populares y de gran renombre en La Mancha del siglo XVI. En 1956 contaba con 139 habitantes.
En su entorno existen un gran número de construcciones de piedra seca de antiquísima tradición, muy comunes en las poblaciones del norte de la provincia de Albacete y sur de la de Cuenca. Algunos autores ven en ellas una pervivencia de usos constructivos propios de la Cultura de las Motillas. Los principales núcleos villarrobletanos que concentran estas construcciones son Casas de Peña y Ventas de Alcolea.
Celebra sus fiestas en honor de san Fernando y La Milagrosa a finales del mes de mayo. En 2011 se inauguró en esta pedanía una instalación museística denominada Centro de Interpretación Bodega de Don Quijote.